# Catecisme de l'Església Catòlica

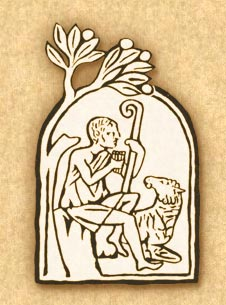
El logotip és adaptat d'una làpida cristiana de les Catacumbes de Domicil·la a Roma. La imatge a més suggereix alguns aspectes que caracteritzen el catecisme: Jesucrist, Bon Pastor, que guia i protegeix els seus fidels (les ovelles) amb la seva autoritat (el gaiato), les atreu amb la simfonia melodiosa de la veritat (la flauta) i les fa reposar a l'ombra de l'arbre de la vida (la seva Creu redemptora que obre les portes del Paradís).

El Catecisme de l'Església Catòlica és un catecisme promulgat per a l'Església Catòlica pel Papa Joan Pau II el 15 d'agost de 1997.

## Història de la publicació
La decisió de publicar un catecisme es va prendre a l'Assemblea Extraordinària del Sínode de Bisbes que va ser convocat pel Papa Joan Pau II el 25 de gener de 1985, en commemoració del 20è aniversari de la cloenda del Concili del Vaticà II, i el 1986, el Papa ordenà la formació d'una comissió formada per 12 bisbes i cardenals perquè s'encarregués del projecte. La comissió va ser assistida per un comitè de 7 membres que incloïa bisbes diocesans i experts en teologia i catequesi.
El text va ser aprovat per Joan Pau II el 25 de juny de 1992 i promulgat l'11 d'octubre següent, data del 30è aniversari de la inauguració del Vaticà II, mitjançant la seva constitució apostòlica Fidei depositum.
El 1992 es publicà la versió francesa, sent posteriorment traduïda a altres idiomes. La versió catalana es publicà el 1993.
El 15 d'agost de 1997, Solemnitat de l'Assumpció de Maria, el Papa Joan Pau II promulgà l'edició llatina del text, mitjançant la seva carta apostòlica Laetamur Magnopere. El text llatí, que esdevingué el text oficial de referència (editio typica), modificava el contingut del text provisional francès en alguns punts. Un d'aquests canvis consistia en la inclusió de la posició sobre la pena de mort que es defensava a l'encíclica Evangelium Vitae de Joan Pau II, promulgada el 1995. De resultes, les primeres traduccions fetes a partir del text francès van haver de ser modificades i republicades com a "segones edicions".

## Valor doctrinal
El Papa Joan Pau II, en Fidei Depositum, declarà que el Catecisme era "un instrument vàlid i legítim per a la comunió eclesiàstica i una norma segura per l'ensenyament de la fe, i subratllà que "no es pretén substituir els catecismes locals degudament aprovats per les autoritats eclesiàstiques, els bisbes diocesans i les conferències episcopals."'

## Contingut
Un catecisme ha estat definit com "un sumari de principis, sovint en format de pregunta-resposta". Els documents d'instrucció religiosa ha estat redactats així des de l'inici de la cristiandat, i el catecisme habitualment és un conjunt d'aquests documents més petits en una gran compilació d'ensenyaments i doctrina.
El catecisme de l'església catòlica és en canvi, una font en la qual basar aquest catecisme. Com s'indica a la constitució apostòlica Fidei depositum, mitjançant s'ordenà la seva publicació, que "serà una referència segura i autèntica per a l'ensenyament de la doctrina catòlica i en particular per a la preparació dels catecismes locals". El catecisme de l'església catòlica de fet no segueix el format pregunta-resposta.
Està realitzat en quatre parts:
1. La Professió de la Fe (el Credo dels Apòstols)
2. La Celebració del Misteri Cristià (la sagrada litúrgia, especialment els sagraments)
3. La Vida en el Crist (incloent la doctrina catòlica sobre els Deu Manaments)
4. La pregària (incloent el Parenostre)

Aquest esquema habitualment és referit com els "Quatre Pilars" de la fe. Conté moltes notes a peu amb referències a les fonts del magisteri, en especial l'Escriptura, els Pares de l'Església i els Concilis ecumènics, així com d'altres estaments d'autoritat dins del catolicisme, principalment aquells promoguts pels Papes recents.
La secció sobre l'Escriptura al catecisme (números 101-141) recupera la tradició Patrística de l'exegesi espiritual que ha estat desenvolupada mitjançant la doctrina escolàstica dels "quatre sentits". Aquest retorn a l'exegesi espiritual es basa en la Constitució Dogmàtica sobre la Revelació Divina del Vaticà II, que ensenya que l'Escriptura "ha de ser llegida i interpretada a la llum del mateix Esperit que va ser escrita". El Catecisme amplifica la Dei Verbum especificant que la interpretació espiritual necessària ha de buscar-se mitjançant els quatre sentits de l'Escriptura (nums. 111, 113, 115–119), que ocupa el sentit literal i els 3 sentits espirituals (al·legòric, moral i anagògic)
- El sentit literal (núm. 116) és el sentit que les paraules de l'Escriptura signifiquen, incloent qualsevol significat figuratiu.
- El sentit figuratiu (núm. 117) es refereix al significat de les coses (persones, llocs, objectes o successos) descrits per les paraules.
  - el sentit al·legòric és segons el qual hom pot adquirir una comprensió més profunda dels esdeveniments reconeixent el seu sentit en el Crist
  - el sentit moral és segons el qual els esdeveniments que l'Escriptura conta han de portar a una manera d'obrar justa
  - el sentit anagògic és segons el qual hom pot veure realitats i esdeveniments en la significació eterna, que condueixen a Déu

Dels tres sentits espirituals, l'al·legòric és fonamental, car es relaciona amb les persones, fets i institucions dels pactes anteriors als pactes posteriors, i en especial a la Nova Aliança. Basant-se en el sentit al·legòric, el sentit moral instrueix en el que es refereix a l'acció, i el sentit anagògic assenyala cap al destí final de l'home.
L'ensenyament del catecisme sobre l'Escriptura ha animat la recent recerca de la teologia del pacte, un enfocament que fa servir els quatre sentits per estructurar la història de la salvació mitjançant els pactes bíblics.

## Comentaris
Els bisbes estatunidencs han afirmat que, tot i que l'opinió teològica no estava destinada a ser una part del Catecisme, de fet, no distingeix entre les qüestions de fe i l'opinió teològica.
Un comentarista, citant a Pau VI en el sentit que l'Església Catòlica havia fet un intent d'adoptar "una actitud més humil i fraternal... que una recerca de la veritat", afirma que el Catecisme mostra un allunyament del dogma com a fet i presenta la mateixa fe catòlica com una recerca de la veritat. Referint-se també a la declaració a la constitució apostòlica Fidei Depositum que "els continguts es presenten sovint d'una nova forma a fi de respondre a les preguntes del nostre temps," afirma que la "nova catequesi... intenta produir reaccions existencialistes més que no pas un convenciment intel·lectual".
El 1992, el cardenal Joseph Ratzinger senyalà:
| « | Es mostra clarament que el problema del que hem de fer com a éssers humans, de com hem de viure la nostra vida perquè el món sigui un lloc just, és el problema essencial dels nostres dies, i bàsicament de tots els temps. Després de la caiguda de les ideologies, el problema de l'home –el problema moral- és presentat actualment en un context absolutament nou: Què hem de fer? De quina manera la vida serà justa? Què podem donar perquè valgui la pena viure? Des del catecisme es tracten aquestes qüestions, és un llibre que interessa a molta gent, molt més enllà dels cercles purament teològics o eclesials. | » |

## Obres derivades
El 2005 es publicà el "Compendi del Catecisme de l'Església Catòlica", una versió més concisa i dialogada del catecisme.
El 2011 es publicà YouCat, una versió per a joves basada en el Catecisme i en el Compendi. Alguns crítics afirmen que les seves opinions sobre temes com les religions no-catòliques, l'homosexualitat, la contracepció, l'eutanàsia, l'evolució i l'Escriptura s'allunyen de la doctrina tradicional catòlica.